# Klášterec nad Orlicí
Klášterec nad Orlicí (deutsch Klösterle) ist eine Gemeinde im Okres Ústí nad Orlicí in Tschechien. Vier Kilometer nordöstlich von Klášterec verläuft die Grenze zum Powiat Kłodzki in Polen. In einer Entfernung von sechs Kilometern südwestlich liegt Žamberk.

## Geographie

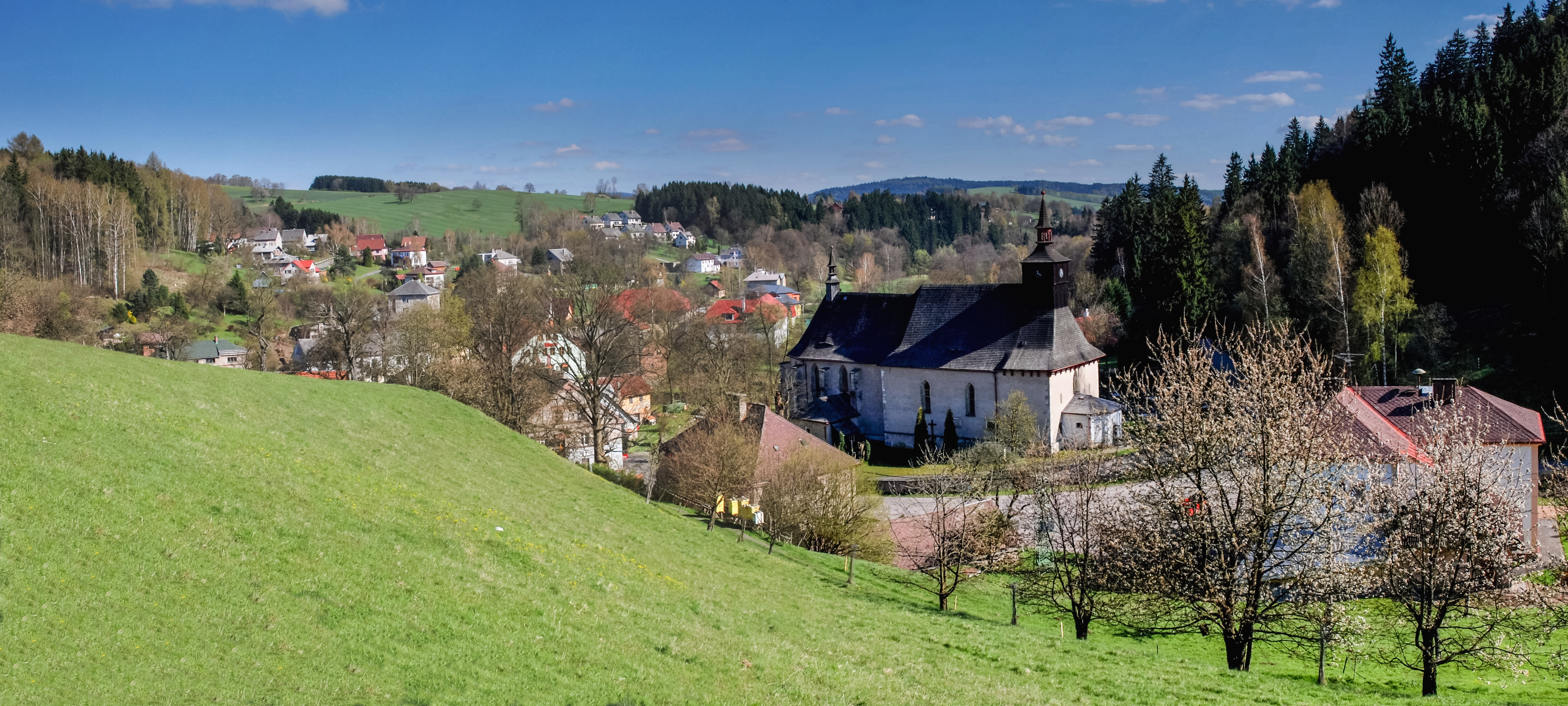
Panorama

Klášterec liegt linksseitig der Wilden Adler am südöstlichen Rand des Adlergebirges. Nachbarorte sind Bartošovice im Norden, České Petrovice im Osten, Petrovičký, Mladkov und Vlčkovice (Wöllsdorf) im Südosten, Pastviny im Süden, Zbudov im Südwesten sowie Kunvald und Bubnov (Bubenetz) im Nordwesten. Nordöstlich erhebt sich der 673 m hohe Steinfels (Skalka), südwestlich der 688 m hohe Kirchenberg (Kostelní vrch). Südlich liegt der Stausee Pastviny, für den die Wilde Adler gestaut wird.

## Geschichte
Klösterle entstand an einem Übergang über die Wilde Adler und wurde erstmals 1273 mit einem Kloster der Kreuzherren mit dem Roten Herzen, einem mittelalterlichen Bettelorden, erwähnt. Sowohl das Kloster als auch die umliegende Siedlung wurden 1421 durch die Hussiten zerstört. 1452–1453 wurde die Hl.-Kreuz-Kirche errichtet.
Politisch gehörte Klösterle nacheinander zu den Herrschaften Sandbach, Pottenstein und Senftenberg. 1830 errichtete der damalige Grundherr John Parish von Senftenberg zwei Kilometer nordöstlich von Klösterle ein Schloss im Empirestil, das als Jagdhaus diente und 1936 abbrannte. Nach dem Zweiten Weltkrieg wurden die deutschen Bewohner vertrieben. Klášterec nad Orlicí gehörte zum Okres Žamberk und kam nach dessen Auflösung zum Okres Ústí nad Orlicí.

## Gemeindegliederung
Zur Gemeinde Klášterec nad Orlicí gehören die Ortsteile Čihák (Tschihak), Jedlina (Tannbusch), Lhotka (Freiung) und Zbudov (Neuhaus).

## Sehenswürdigkeiten
- Die spätgotische Hl.-Kreuz-Kirche aus der Mitte des 15. Jahrhunderts wurde mehrmals umgebaut und 1769 im Stil des Barock umgestaltet.